# Le Lauréat « K22 »
Pour les articles homonymes, voir K22.
Le Lauréat « K22 » est le 41e album de la série de bande dessinée Le Scrameustache de Gos. L'ouvrage est publié en 2011.

## Synopsis
Les Galaxiens doivent à nouveau procéder à l'élection d'un Prince de l'Année. Cette année, les exilés font partie du lot. Myrtille viendra souligner un candidat méritant qui souhaite passer inaperçu, ami du Mirmidon et des siens. Khéna et le Scrameustache viendront donner un coup de main et joueront à nouveau les entremetteurs pour un Prince de l'Année.

## Personnages principaux
- Le Scrameustache
- Khéna
- Myrtille
- Les Galaxiens
- Mirmidon et les siens